# Tillandsia dodsonii
Tillandsia dodsonii är en gräsväxtart som beskrevs av Lyman Bradford Smith. Tillandsia dodsonii ingår i släktet Tillandsia och familjen Bromeliaceae. Inga underarter finns listade i Catalogue of Life.

## Bildgalleri

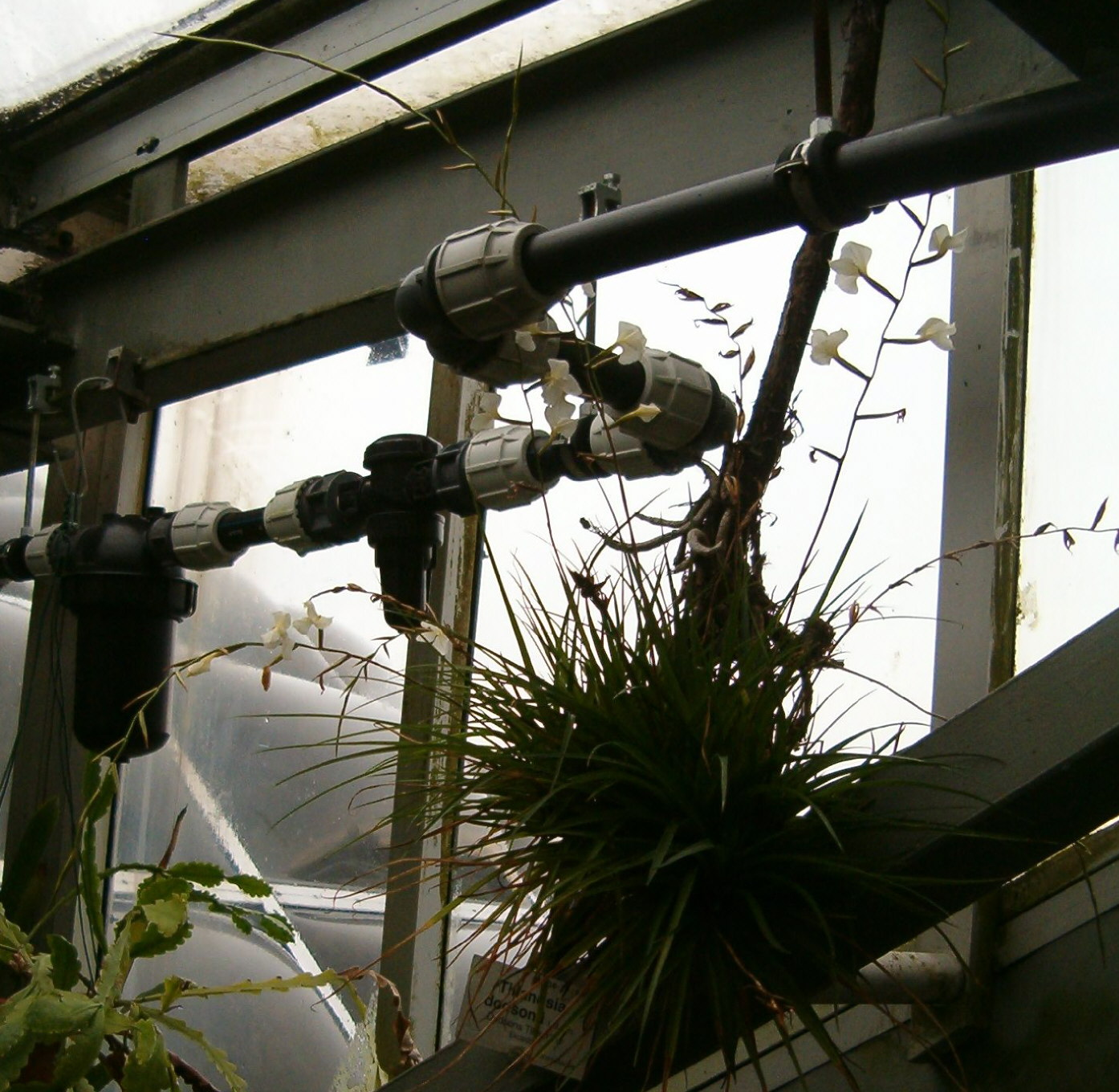
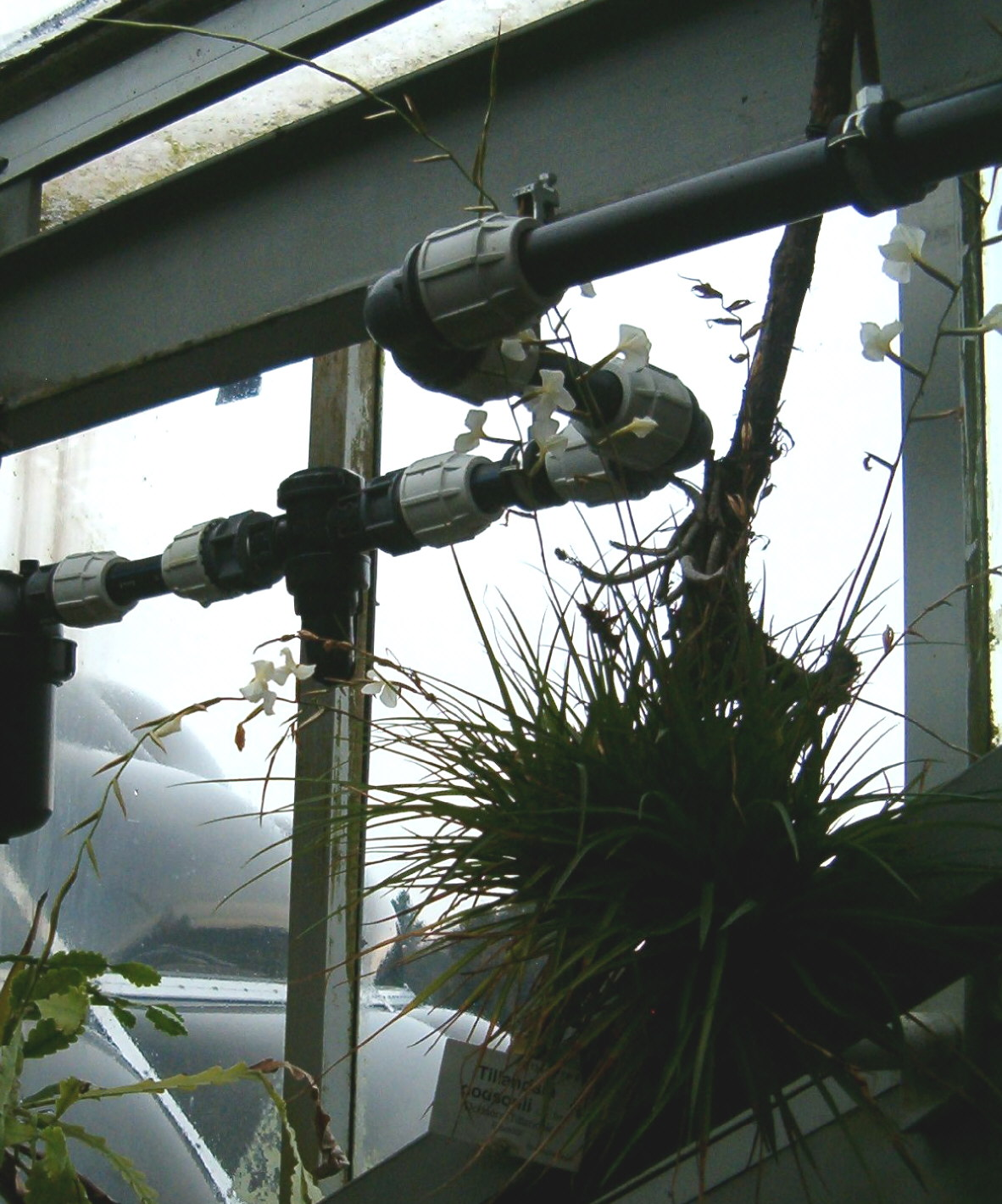
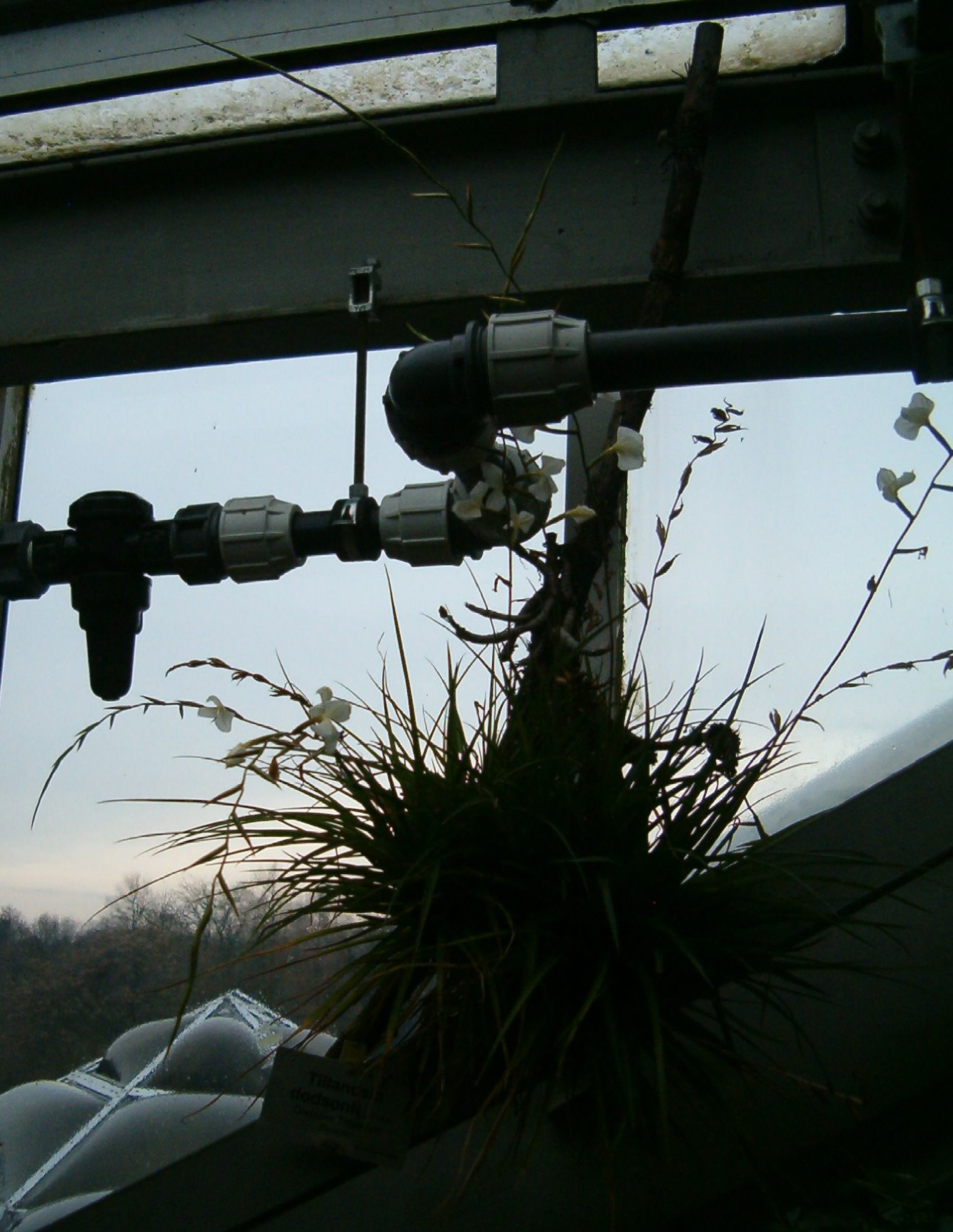
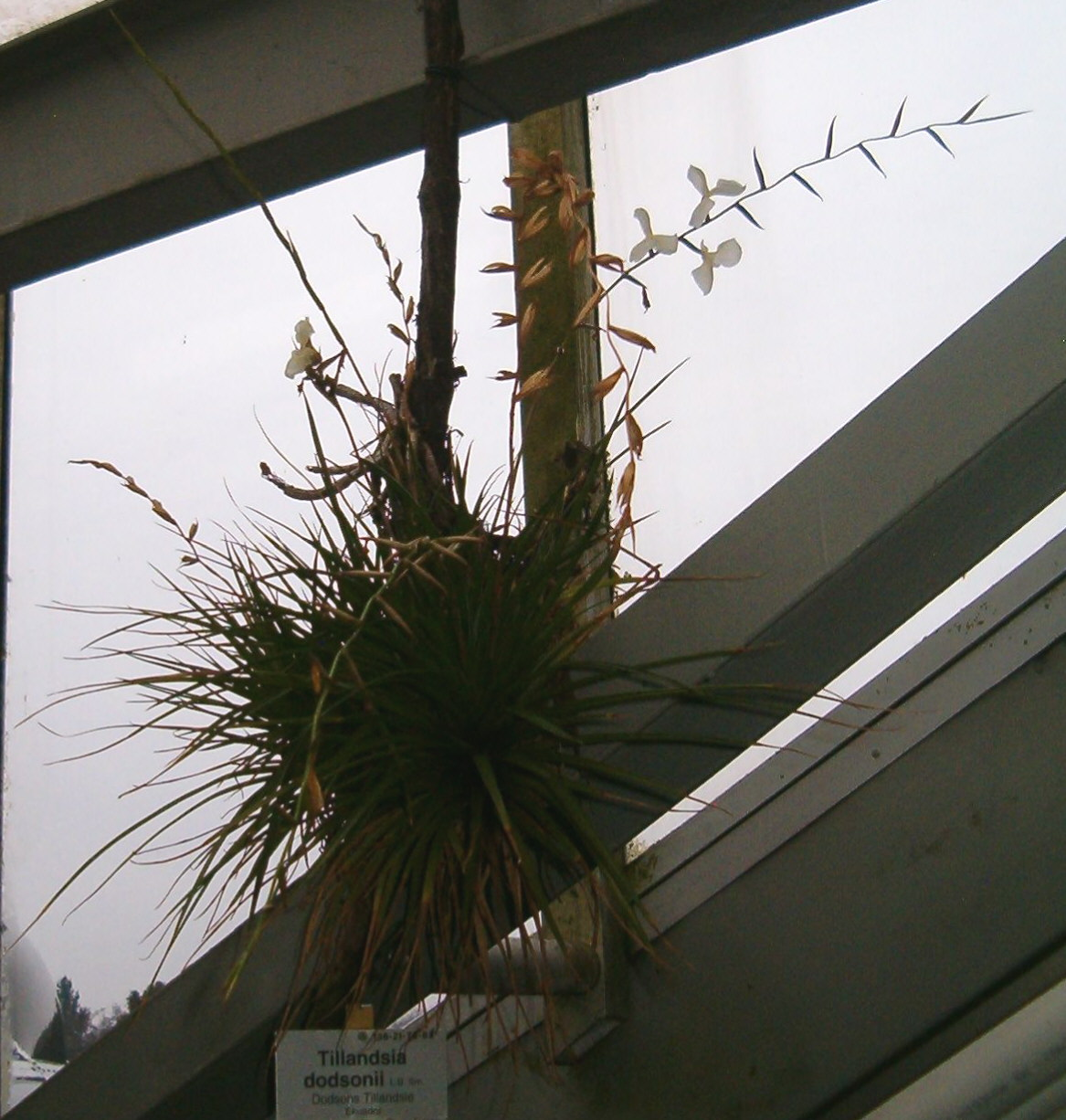